# L'Acrobate (film, 1976)
Pour les articles homonymes, voir Acrobate.
Pour plus de détails, voir Fiche technique et Distribution.
L'Acrobate est un film français réalisé par Jean-Daniel Pollet, sorti en 1976.

## Synopsis
Léon qui travaille comme garçon de bain-douche-sauna se découvre une passion pour le tango qui va changer sa vie. Il tombe amoureux de Fumée, une jeune et jolie prostituée qui devient sa partenaire dans des concours de tango.

## Fiche technique
- Titre : L'Acrobate
- Réalisation : Jean-Daniel Pollet
- Scénario : Jacques Lourcelles et Jean-Daniel Pollet
- Musique : Antoine Duhamel
- Photographie : Alain Levent
- Montage : Suzanne Baron
- Costumes : Nadine Leroux et Dominique Savard
- Sociétés de production : Ilios Films, Les Films du Chef-Lieu, Contrechamp et l'ORTF
- Pays d'origine :  France
- Format : couleur - 1,85:1 - Mono - 35 mm
- Genre : comédie
- Durée : 101 minutes
- Date de sortie : France - 10 mars 1976
- Affiche : René Ferracci (France)

## Distribution
| - Claude Melki : Léon - Laurence Bru : Fumée, une prostituée - Guy Marchand : Robert Pottier dit Ramon le Gominé - Marion Game : Lili - Micheline Dax : Madame Lamour - Édith Scob : Madame Valentine - Charlotte Alexandra : Louise, une anglaise | - Christine Féral : Boldine - Patrick Laval : Roméo - Serge Martina : Narcisse - Jeane Manson : Ingrid, la danseuse de Tango - Georges Firdman : Georges - Rosy Firdman : Rosy - Denise Glaser : elle-même |

## Distinctions
- 1976 : prix de la critique au Festival du film d'humour de Chamrousse[1].